# Felicia von Roucy
Felicia von Roucy (französisch Félicie de Roucy; † 3. Mai 1123) war als zweite Ehefrau des Königs Sancho Ramírez eine Königin von Aragón und Navarra.

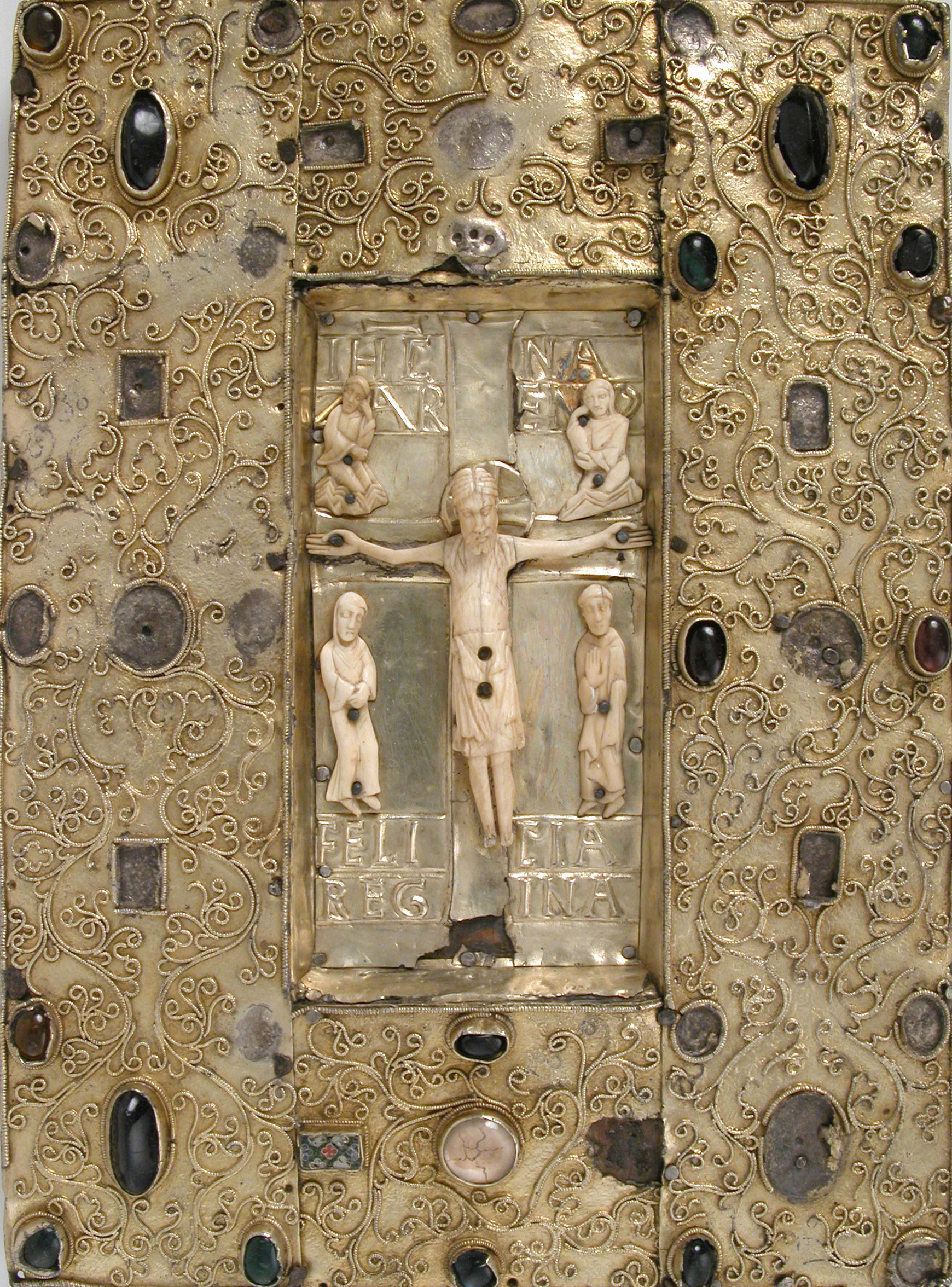
Das Evangeliar der Felicia von Roucy.

## Leben
Felicia war eine Tochter des Grafen Hilduin IV. von Montdidier-Ramerupt (Haus Montdidier) und der Gräfin Adela von Roucy (Haus Roucy), die im Norden Frankreichs, in der Champagne, reich begütert waren. Wann und unter welchen Umständen ihre Ehe mit dem König von Aragón vereinbart worden war, ist unklar; erstmals wird sie in einer Urkunde aus dem Jahr 1076 als seine Ehefrau genannt. Sie dürften allerdings in dem Zeitraum kurz nach 1070 geheiratet haben, nachdem sich König Sancho von seiner ersten Ehefrau, Isabella von Urgell, getrennt hatte. 1073 war bereits ihr zweiter Sohn geboren. Möglicherweise hatte Hilduin IV. von Montdidier am so genannten „Kreuzzug von Barbastro“ (1064/65) teilgenommen und so die Gelegenheit zur Vermittlung eines Ehearrangements wahrnehmen können. Felicia war die erste nordfranzösische Adlige, die in ein spanisches Königshaus hineingeheiratet hatte und somit dynastische Bande zwischen den Feudalwelten beider Reiche hat schlagen können, die besonders auch für Aragón von großem Wert waren. Die militärische Unterstützung durch französische Ritter sollte es in seiner territorialen Expansion während der Reconquista entscheidend begünstigen. 1073 war ihr Bruder, Graf Ebles II. von Roucy, mit einem großen Heer nach Aragón gezogen. Nach ihrem Tod wurde Felicia im Kloster San Juan de la Peña bestattet.
Aus der Ehe mit Sancho von Aragón-Navarra sind drei Söhne hervorgegangen:
- Ferdinand († nach 1086).[4]
- Alfons I. der Krieger (* 1073; † 1134), 1104 König von Aragón und Navarra.
- Ramiro II. der Mönch (* 1086; † 1157), 1134 König von Aragón.

## Weblink
- ARAGON KINGS, Chapter 2 bei fmg.ac.

| Personendaten    | Personendaten              |
| ---------------- | -------------------------- |
| NAME             | Felicia von Roucy          |
| ALTERNATIVNAMEN  | Félicie de Roucy           |
| KURZBESCHREIBUNG | Königin von Aragón-Navarra |
| GEBURTSDATUM     | 11. Jahrhundert            |
| STERBEDATUM      | 3. Mai 1123                |